# 128321 Philipdumont
128321 Philipdumont este o planetă minoră (asteroid) din centura de asteroizi. A fost descoperită pe 15 martie 2004 la Catalina Station⁠(d) de Catalina Sky Survey. 
Obiectul prezintă o orbită caracterizată de o semiaxă mare de 2,3688329815555 UAi, o excentricitate de 0,15, o înclinație de 2,6 ° în raport cu ecliptica.